# Taruisa
Taruisa / *Tarhuisa (en hitita: 𒋫𒊒𒄿𒊭) podría ser el nombre hitita de la ciudad de Troya, aunque al respecto hay muchas discusiones. El primer autor que propuso esta equivalencia fue Emil Forrer, un estudioso de los hititas, que en 1924 publicó un artículo titulado «Vorhomerische Griechen in den Keilschifttexten von Boghazköi» en el que defendía esta tesis.
El topónimo, que en los textos hititas está escrito Taruisa, y seguramente debe leerse Truisa por los problemas de la escritura cuneiforme para representar grupos de consonantes, podría ser el precedente del nombre que se atribuye a Troya; en ese caso la evolución sería Truisa > *Trohia > griego Τροίη.
El rey hitita Tudhalias II la sometió, y desde entonces ya no fue parte de Wilusa, sino de la confederación de Asuwa.